# محاكمات إرغينكون
محاكمات إرغينكون هي سلسلة من المحاولات التي قام بها أعضاء منظمة إرغينكون في تركيا عددهم 275 شخصاً، تتضمن ضباطاً عسكرين وصحفيين وقانونيين وكلهم أعضاء في المنظمة، وتم الحكم عليهم بأحكام طويلة.

## الاتهام الأول
كان الاتهام الأول للمنظمة في 20 أكتوبر 2008، وهو قيادة منظمة مسلحة إرهابية والتخطيط لأعمال إرهابية، 